# Њу Флоренс (Мисури)
Њу Флоренс (енгл. New Florence) град је у америчкој савезној држави Мисури.

## Демографија
По попису из 2010. године број становника је 769, што је 5 (0,7%) становника више него 2000. године.
| Група             | 2000.       | 2010.       |
| Белци             | 738 (96,6%) | 740 (96,2%) |
| Афроамериканци    | 8 (1,0%)    | 7 (0,9%)    |
| Азијати           | 1 (0,1%)    | 1 (0,1%)    |
| Хиспаноамериканци | 12 (1,6%)   | 6 (0,8%)    |
| Укупно            | 764         | 769         |